# Tom Paris
Thomas Eugene Paris è un personaggio della serie televisiva di fantascienza Star Trek: Voyager interpretato dall'attore Robert Duncan McNeill. Nell'universo di Star Trek è un tenente dell'astronave USS Voyager e le sue mansioni principali sono timoniere della nave e ausiliare medico.

## Caratteristiche
Paris ha un modo di fare spesso scanzonato; a causa del suo passato nei Maquis viene inizialmente scansato da molti membri dell'equipaggio. Conserva un'aura di ribelle, anche se si adatta subito alla disciplina della Flotta a bordo della Voyager. Ha fama di donnaiolo, cosa che lo porta a uno scontro con Neelix a causa della gelosia di quest'ultimo nei confronti della sua compagna Kes, di cui Tom si è invaghito (senza esserne ricambiato). Sempre a causa di una bella aliena, finirà ingiustamente nei guai con la giustizia di una razza aliena. Successivamente, in seguito alla sempre più crescente insofferenza per la vita militare, lascerà la Voyager, ma si scoprirà che è uno stratagemma ordito dal capitano Janeway, che sfrutterà la nomea di "ribelle" di Paris per rendere convincente la sua defezione in modo da stanare una spia a bordo dell'astronave, che passa informazioni a Seska per conto dei Kazon.
Paris è appassionato di veicoli a motore della prima metà del XX secolo; inoltre ama molto gli oloromanzi e partecipa spesso sul ponte ologrammi alle storie di Capitan Proton, un oloromanzo di fantascienza in bianco e nero stile anni '30, sempre del XX secolo.
In un futuro alternativo, una volta tornato sulla Terra, si congederà dalla Flotta per diventare uno scrittore di oloromanzi, ma questa linea temporale non si verificherà a causa di avvenimenti che modificheranno la storia.

## Storia del personaggio
Tom Paris si diploma all'Accademia della Flotta Stellare nel 2366. Abile pilota, entra a far parte della squadriglia d'onore dell'Accademia. Suo padre è l'Ammiraglio Owen Paris, a quel tempo un istruttore dell'Accademia.
Poco dopo l'uscita dall'Accademia Tom, per un errore di pilotaggio con una navetta vicino a Caldir Primo, provoca la morte dei suoi compagni di missione. Affronta la commissione d'inchiesta ma, spaventato dalle conseguenze, falsifica i dati e occulta il fatto che l'incidente fosse dovuto a un suo errore di pilotaggio. Riesce a superare la commissione d'inchiesta indenne ma, affranto dal senso di colpa, decide di confessare le sue colpe; la commissione lo punisce congedandolo dalla Flotta Stellare.
Dopo il congedo Paris si sposta da San Francisco a Marsiglia dove passa il suo tempo nei bar o a giocare a biliardo. A Marsiglia viene contattato da Chakotay, un ufficiale rinnegato che è entrato a far parte del movimento dei Maquis, alla ricerca di piloti da impiegare per la sua causa. Paris accetta di fare il pilota mercenario contro la Federazione, ma durante la prima missione per i Maquis viene catturato.
Accusato di favorire la ribellione Maquis, Paris viene condannato a cinque anni di carcere da scontare nel penitenziario di Auckland in Nuova Zelanda. Mentre sta scontando la sua condanna viene contattato da Kathryn Janeway, capitano della Voyager che, in procinto di partire per una missione contro i Maquis, ha bisogno dell'aiuto di qualcuno che conosca la zona e i Maquis; per questo offre a Paris la libertà sulla parola in cambio del suo aiuto e Paris accetta.
Durante il combattimento tra la Voyager e i Maquis, le due astronavi vengono risucchiate nel quadrante Delta da un'entità chiamata il Custode. L'astronave Maquis, dopo la battaglia e il trasporto nel quadrante Delta, è in pessime condizioni e quindi l'equipaggio Maquis accetta l'offerta del capitano Janeway di venire integrato nella Voyager, dato che anche l'astronave federale ha subito gravi danni e molti membri dell'equipaggio sono morti.
Janeway decide di dare una seconda possibilità a Paris e lo reintegra come sottotenente della divisione comando, conferendogli la mansione di timoniere della nave. All'inizio i due equipaggi hanno difficoltà a integrarsi, ma in seguito riescono a superare le divergenze e i sospetti. Paris lavora per conquistare la fiducia dell'equipaggio e con il tempo diventa amico del guardiamarina Harry Kim, oltre a conquistare il rispetto dell'equipaggio e del capitano Janeway. Nel corso della quinta stagione, per aver disobbedito a un ordine, viene degradato a guardiamarina dal capitano Janeway; verrà riportato al suo grado di tenente junior nella settima stagione.
Tom Paris nel 2377 si sposa con il tenente B'Elanna Torres, l'Ingegnere Capo della Voyager metà terrestre e metà klingon. Dalla loro unione nasce Miral Paris.
Nella serie animata Star Trek: Lower Decks, Paris compare con il grado di tenente della divisione comando, essendo presumibilmente ancora un timoniere.

## Filmografia

### Televisione
- Star Trek: Voyager - serie TV, 168 episodi (1995-2001)
- Star Trek: Lower Decks - serie animata, episodio 2x03 (2021)

## Videogiochi
- Star Trek: Voyager - Elite Force, regia di Brian Pelletier (2000)
- Star Trek Online, regia di Joe Lyford e Lani Minella (2010)